# CLEC2B
CLEC2B (англ. C-type lectin domain family 2 member B) – білок, який кодується однойменним геном, розташованим у людей на короткому плечі 12-ї хромосоми. Довжина поліпептидного ланцюга білка становить 149 амінокислот, а молекулярна маса — 17 307.
| 10         |  | 20         |  | 30         |  | 40         |  | 50         |
| ---------- |  | ---------- |  | ---------- |  | ---------- |  | ---------- |
| MMTKHKKCFI |  | IVGVLITTNI |  | ITLIVKLTRD |  | SQSLCPYDWI |  | GFQNKCYYFS |
| KEEGDWNSSK |  | YNCSTQHADL |  | TIIDNIEEMN |  | FLRRYKCSSD |  | HWIGLKMAKN |
| RTGQWVDGAT |  | FTKSFGMRGS |  | EGCAYLSDDG |  | AATARCYTER |  | KWICRKRIH  |

A: Аланін

C: Цистеїн

D: Аспарагінова кислота

E: Глутамінова кислота

F: Фенілаланін

G: Гліцин

H: Гістидин

I: Ізолейцин

K: Лізин

L: Лейцин

M: Метіонін

N: Аспарагін

P: Пролін

Q: Глутамін

R: Аргінін

S: Серин

T: Треонін

V: Валін

W: Триптофан

Білок має сайт для зв'язування з лектинами. 
Локалізований у мембрані.